# IPTraf
IPTraf es un programa informático basado en consola que proporciona estadísticas de red. Funciona recolectando información de las conexiones TCP, como las estadísticas y la actividad de las interfaces, así como las caídas de tráfico TCP y UDP. Se encuentra disponible en sistemas operativos GNU/Linux.

## Características
Además de un menú de opciones a pantalla completa, IPTraf posee las siguientes características:
- Monitor de tráfico IP que muestra información del tráfico de la red.
- Estadísticas generales de las Interfaces.
- Módulo de estadísticas de LAN que descubre hosts y muestra datos sobre su actividad.
- Monitor TCP, UDP que muestra la cuenta de los paquetes de red para las conexiones de los puertos de aplicaciones.
- Utiliza el "raw socket interface" que lleva el kernel permitiendo ser usado por un amplio rango de "tarjetas de red" .

## Protocolos reconocidos
IPTtraf admite la audición de múltiples protocolos:
- IP
- TCP
- UDP
- ICMP
- IGP
- IGMP
- IGRP
- OSPF
- ARP
- RARP

## Interfaces admitidas
IPTraf admite una amplia gama de interfaces de red:
- Loopback local
- Todas las interfaces Ethernet admitidas por GNU/Linux.
- Todas las interfaces FDDI admitidas por GNU/Linux.
- SLIP
- Asynchronous PPP
- Synchronous PPP over ISDN
- ISDN con encapsulación Raw IP
- ISDN con encapsulación Cisco HDLC
- Línea IP Paralela.

## Estructuras internas de datos
Las principales estructuras de datos que usan las distintas facilidades del programa se encuentran en listas doblemente enlazadas, lo cual facilita su desplazamiento. El máximo número de entradas está únicamente limitado por la memoria aleatoria disponible. Las operaciones de búsqueda en la mayoría de las facilidades se llevan a cabo linealmente, hecho que provoca un suave pero casi imperceptible impacto. Debido a la rapidez con que tiende a crecer el monitor de tráfico de ips, usa una Tabla hash para realizar las búsquedas con mayor eficiencia. (Las operaciones de búsqueda se llevan a cabo cada vez que el programa necesita comprobar si ya está en la lista la dirección Ethernet o ip o el protocolo o el puerto de red.
Además, cuenta también con un mecanismo de doblado de enlaces que meramente contiene anotaciones sobre entradas antiguas que están disponibles para volverse a usar. Cada vez que una conexión se reinicia o cierra completamente, la información de entradas no se libera, sino que se le añade una entrada a la lista-cerrada. Al detectar una nueva conexión, la lista se comprueba y si no está vacía, la primera entrada en uso que esté disponible se volverá a usar, para entonces, borrar la lista-cerrada